# 27-es busz (Győr)
A győri 27-es jelzésű autóbusz az Autóbusz-állomás és a Fehérvári út 206. között közlekedik. A járatot a Volánbusz üzemelteti.

## Története
- 2019. szeptember 1-től megáll az újonnan létesített Fehérvári út 137. megállóhelyen is.

## Közlekedése
A vonalat a 7025 Győr - Győrság - Tápszentmiklós viszonylatú regionális autóbuszjáratok szolgálják ki.

## Útvonala
| Fehérvári út 206. felé | Autóbusz-állomás felé |
| --- | --- |
| Autóbusz-állomás vá. – Eszperantó út – Tihanyi Árpád út – Szigethy Attila út – Fehérvári út – József Attila utca – Fehérvári út – Fehérvári út 206. vá. | Fehérvári út 206. vá. – Fehérvári út – József Attila utca – Fehérvári út – Szigethy Attila út – Tihanyi Árpád út – Eszperantó út – Zrínyi utca – Hunyadi utca – Autóbusz-állomás vá. |

## Megállóhelyei
| 0  | Autóbusz-állomás végállomás                                | 15 | 1, 1A, 2, 2B, 10, 32, 34, 36 Távolsági járatok S10 G10 , IC, InterRégió, EC, EN, ER, gyorsvonat, expresszvonat, | Győr Helyközi autóbusz-állomás, Munkaügyi központ, ÉNYKK Zrt. forgalmi iroda, Leier City Center, Posta                                     |
| ∫  | Nádor aluljáró                                             | 12 | 19, 19A, 32, 34, 36, 37                                                                                         | LIDL, ÉNYKK Zrt., Vám- és Pénzügyőrség Regionális Ellenőrzési Központ, Deák Ferenc Szakközépiskola                                         |
| 3  | Malom liget                                                | ∫  | 9, 9A, 11, 11Y, 15, 19, 19A, 32, 34, 36, 37                                                                     | Malom liget |
| 5  | Szigethy Attila út 97. (Korábban: Szigethy Attila út, ABC) | 8  | 7, 11, 11Y, 20Y, 37                                                                                             | GYMSZC Szabóky Adolf Szakiskolája, Szivárvány Óvoda, GYSZSZC Pálffy Miklós Kereskedelmi és Logisztikai Szakgimnáziuma és Szakközépiskolája |
| 7  | Szigethy Attila út, Fehérvári út                           | 5  | 9, 9A, 14, 14B, 15, 17, 17B, 19, 19A, 20, 20Y, 23, 24, 25, 28, 41                                               | Festékgyár, Adyvárosi sportcentrum, Barátság park                                                                                          |
| 8  | 81-es út, Zöld utca                                        | 2  | 7, 15, 17, 17B, 25, 28                                                                                          | |
| 9  | Fehérvári út 137.                                          | 1  | | |
| 10 | Fehérvári út 206. végállomás                               | 0  | | |